# Sven-Gunnar Larsson
Sven-Gunnar Larsson (10 maggio 1940) è un ex calciatore svedese, di ruolo portiere.